# Südkoreanische Badmintonmeisterschaft 1980
Die Südkoreanische Badmintonmeisterschaft 1980 fand vom 28. bis zum 29. November 1980 in Seoul statt. Es war die 24. Auflage der Titelkämpfe.

## Austragungsort
- Jamsil Gymnasium

## Medaillengewinner
| Disziplin    | Gold                        | Silber                       | Bronze                        |
| ------------ | --------------------------- | ---------------------------- | ----------------------------- |
| Herreneinzel | Lee Deuk-choon              | Park Joo-bong                | Lee Eun-ku                    |
| Herreneinzel | Lee Deuk-choon              | Park Joo-bong                | Kim Byung-sik                 |
| Dameneinzel  | Hwang Sun-ai                | Yoo Sang-hee                 | Kim Yun-ja                    |
| Dameneinzel  | Hwang Sun-ai                | Yoo Sang-hee                 | Kam Myung-suk                 |
| Herrendoppel | Kwon Seung-taek Lee Eun-ku  | Park Joo-bong Park Hyang-kyu | Lee Deuk-choon Han Sung-kwi   |
| Herrendoppel | Kwon Seung-taek Lee Eun-ku  | Park Joo-bong Park Hyang-kyu | Kim Byung-sik Kim Myung-jin   |
| Damendoppel  | Hwang Sun-ai Kang Haeng-suk | Kim Yun-ja Yoo Sang-hee      | Lee Mi-lim Kim Geum-hee       |
| Damendoppel  | Hwang Sun-ai Kang Haeng-suk | Kim Yun-ja Yoo Sang-hee      | Jin Sung-ok Moon Ji-ae        |
| Mixed        | Lee Jae-bok Hwang Sun-ai    | Lee Eun-ku Kam Myung-suk     | Choi Byung-hak Kang Haeng-suk |
| Mixed        | Lee Jae-bok Hwang Sun-ai    | Lee Eun-ku Kam Myung-suk     | Han Sung-kwi Song Eun-joo     |